# 妙 (八戸市)
妙（みょう）は、青森県八戸市にある町名・地名の一つである。25の小字がある。

## 概要
八戸市役所から南東5キロメートル (km) のところに位置する地区である。地内は、新井田川中流の右岸の台地に南北に2.4 km、東西に5 kmの広さがある。
北に新井田、東に大久保、南に松館、三戸郡階上町蒼前西、西に十日市が隣接する。鉄道の駅は無い。幹線道路は八戸久慈自動車道の八戸南インターチェンジ、国道45号、青森県道251号妙売市線が通る。地内東端部には八戸工業大学、八戸工業大学第二高等学校・附属中学校が立地している。
地内の字蟹沢からは、縄文時代前期の土器や人骨収納の埋没時が出土した蟹沢遺跡がある。また、字野場からは、縄文時代後期の時を発見した野場遺跡がある。

## 地名の由来
中世に「めう野」と呼ばれていた。元和4年（1618年）の記録で「明村」とあるのが「妙」でないかという説もある。
糠部郡八戸の一つで、永正年間（1504年から1520年）の記録では、家畜の放牧や牧草の採取のための野原が広がっており、9000匹の馬がいる糠部郡最大の牧場だった。
この牧場は根城南部氏が経営していたと考えられている。江戸時代になると八戸藩の二大牧場の一つとして、「妙野の牧」と言われていた。

## 小字
字油久保、字市子林、字犬森、字内妙、字大開、字桶屋平、字蟹沢、字黒ケ沢、字坂中、字滝沢、字丹内、字丹内下、字大茂館、字西、字西平、字野場、字花生、字東、字藤蕪、字古戸、字分枝、字間山、字水上、字向野場

## 世帯数と人口
2017年（平成29年）4月30日現在の世帯数と人口は以下の通りである。
| 小字   | 世帯数    | 人口    |
| ------ | --------- | ------- |
| 油久保 | 137世帯   | 329人   |
| 市子林 | 5世帯     | 9人     |
| 犬森   | 20世帯    | 38人    |
| 内妙   | 5世帯     | 13人    |
| 大開   | 139世帯   | 293人   |
| 桶屋平 | 97世帯    | 201人   |
| 蟹沢   | 6世帯     | 13人    |
| 黒ケ沢 | 154世帯   | 336人   |
| 坂中   | 153世帯   | 337人   |
| 滝沢   | 4世帯     | 5人     |
| 丹内   | 1世帯     | 3人     |
| 西     | 26世帯    | 69人    |
| 西平   | 153世帯   | 304人   |
| 野場   | 221世帯   | 469人   |
| 花生   | 99世帯    | 220人   |
| 東     | 92世帯    | 201人   |
| 藤蕪   | 1世帯     | 1人     |
| 古戸   | 42世帯    | 79人    |
| 分枝   | 131世帯   | 165人   |
| 間山   | 105世帯   | 246人   |
| 水上   | 25世帯    | 57人    |
| 向野場 | 41世帯    | 109人   |
| 計     | 1,657世帯 | 3,497人 |

## 歴史

### 妙村
- 江戸期 - 1889年（明治22年）三戸郡妙村
  - 16世紀前後（1504年から1520年）：軍馬を育てる牧場だった。
  - 天正13年（1585年）：松館大慈寺・妙久山伝昌寺が八戸政栄（根城南部氏18代目）によって建てられる。

### 大館村時代
- 1889年（明治22年）- 1958年（昭和33年）：三戸郡大館村大字妙
  - 1940年（昭和15年）：八戸市に水道を引くために、蟹沢配水池の工事に着手。戦争で中断したが、1955年（昭和30年）に完成する。
  - 戦後：地内の東北部に位置する字花生（はなおい）、大開（おおびらき）は、第二次世界大戦後の入植者によって開拓が進められた。

### 八戸市合併後
- 1958年（昭和33年）- 現在：八戸市大字妙　
  - 1965年（昭和40年代）：国道45号の開通によって開発が進行した。
  - 1972年（昭和47年）：八戸工業大学が開校。
  - 1973年（昭和48年）：八戸工業大学第二高等学校が移転開校。

## 施設

### 商業
- ミニストップ 八戸工業高校前
- ローソン 八戸妙店

### 教育
- 八戸工業大学
- 八戸工業大学第二高等学校・附属中学校